# Julio César Rosero
Julio César Rosero Rosero (Quito, Pichincha, Ecuador; 6 de noviembre de 1964) es un exfutbolista ecuatoriano que se desempeñaba como centrocampista.

## Selección nacional
Jugó once partidos con la selección de fútbol de Ecuador en 1989. También formó del plantel que participó en la Copa América de 1989.

## Clubes
| Club             | País    | Año       |
| ---------------- | ------- | --------- |
| América de Quito | Ecuador | 1984-1985 |
| El Nacional      | Ecuador | 1986-1991 |
| Barcelona        | Ecuador | 1992-1993 |
| Deportivo Quito  | Ecuador | 1994      |
| Barcelona        | Ecuador | 1995-1999 |

## Palmarés

### Campeonatos nacionales
| Título             | Club        | País    | Año  |
| ------------------ | ----------- | ------- | ---- |
| Serie A de Ecuador | El Nacional | Ecuador | 1986 |
| Serie A de Ecuador | Barcelona   | Ecuador | 1995 |
| Serie A de Ecuador | Barcelona   | Ecuador | 1997 |